# جيمس غوثري (سياسي)
جيمس غوثري هو محامي وسياسي أمريكي، ولد في 5 ديسمبر 1792 في مقاطعة نيلسون في الولايات المتحدة، وتوفي في 13 مارس 1869 في لويفيل في الولايات المتحدة. نشط حزبياً في الحزب الديمقراطي.

## مناصب
- انتخب عضو مجلس الشيوخ الأمريكي [الإنجليزية]‏ عن دائرة Kentucky Class 2 senate seat ‏ وقد انضم خلال فترته النيابية [الإنجليزية]‏ (4 مارس 1867 – 7 فبراير 1868) للكتلة البرلمانية الحزب الديمقراطي.
- انتخب عضو مجلس الشيوخ الأمريكي [الإنجليزية]‏ عن دائرة Kentucky Class 2 senate seat ‏ وقد انضم خلال فترته النيابية [الإنجليزية]‏ (4 مارس 1865 – 4 مارس 1867) للكتلة البرلمانية الحزب الديمقراطي.
- انتخب عضو مجلس نواب كنتاكي ‏.
- انتخب عضو مجلس ولاية كنتاكي ‏.
- انتخب وزير الخزانة الأمريكي (7 مارس 1853 – 6 مارس 1857).
- انتخب عضو مجلس الشيوخ الأمريكي [الإنجليزية]‏ (4 مارس 1865 – 7 فبراير 1868).